# UB-32 (pod de cohetes)

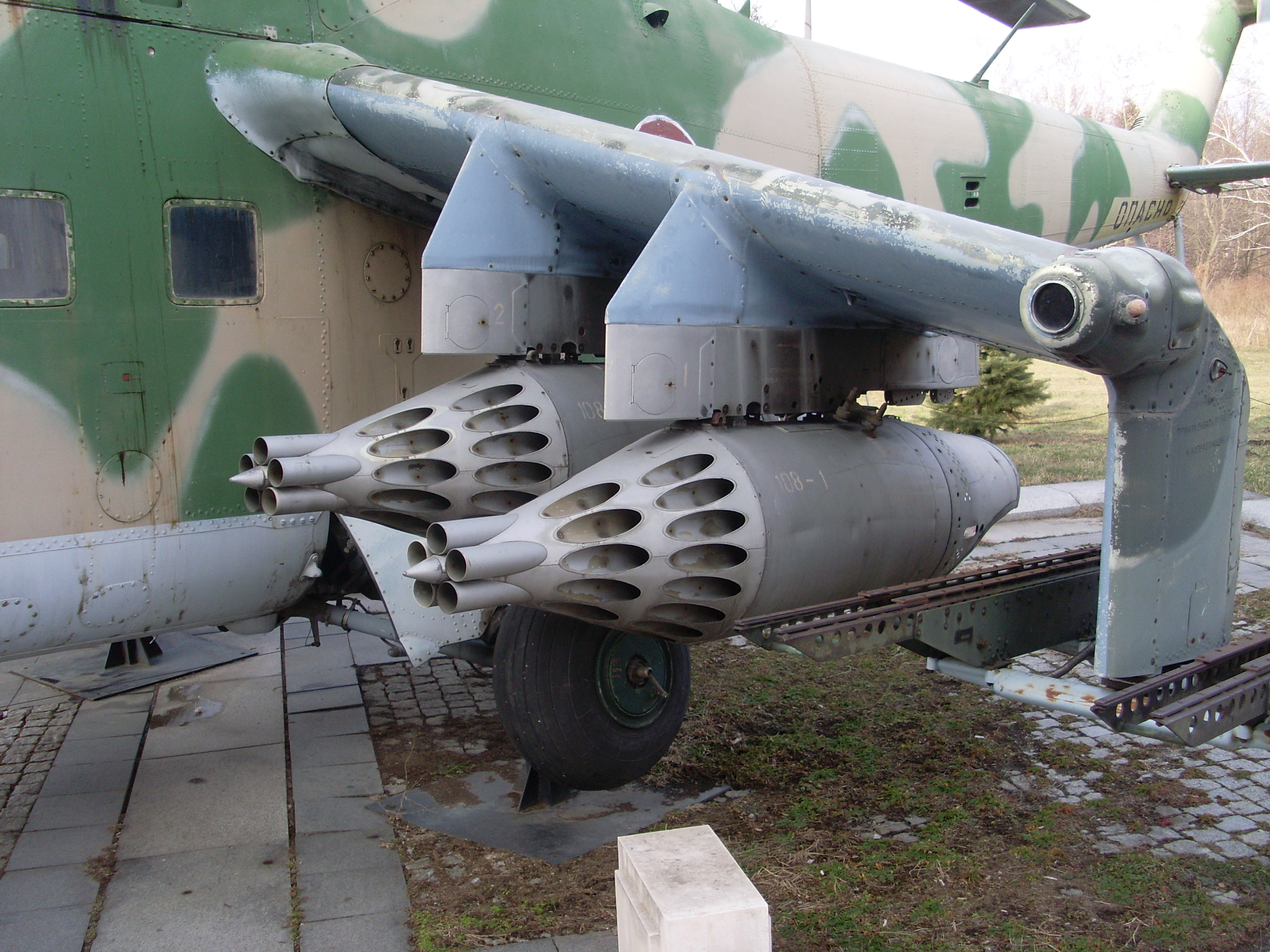
Un par de vainas UB-32 debajo de la punta del ala de un helicóptero Mil Mi-24 del Museo Nacional de Bulgaria, marzo de 2011.

El UB-32 es una cápsula de cohetes reutilizable de 32 mm, desarrollada por la Unión Soviética en la década de 1970 para uso aéreo en situaciones de soporte aéreo cercano y en ataques terrestres. Por lo general, se monta en puntos externos de aeronaves y dispara cohetes S-5. El lanzador tiene una longitud de 2,080 mm (6,8 pies) y un diámetro de 464 mm (1,5 pies). El UB-32 también se ha utilizado de manera improvisada en la parte trasera de vehículos blindados y camiones, más recientemente en la Guerra Civil Siria y en la lucha en Libia.
- Datos: Q55636388
- Multimedia: UB-32 (rocket pod) / Q55636388